# Лівік Олександр Петрович
Олександр Петрович Лівік (нар. 30 червня 1970, Миколаїв) — український політик. Народний депутат України 8-го скликання.

## Освіта
- 1987–1992 — Київське вище танкове інженерне училище ім. маршала Якубовського, курсант;
- 1992–1996 — Київський інститут сухопутних військ, начальник групи програмно-математичного забезпечення;
- У 2009 році закінчив Інститут післядипломної освіти Львівської комерційної академії, спеціаліст з фінансів.
- У 2013 отримав в Миколаївському аграрному університеті Міністерства аграрної політики та продовольства України науковий ступінь кандидата економічних наук.

## Кар'єра
- 1996–1999 — заступник генерального директора ТОВ «Фагот»;
- 1999–2001 — директор ТОВ «Фагот»;
- 2001–2008 — заступник президента, директор виноконьячного заводу ВАТ «Зелений Гай»;
- З 2008 — заступник голови правління (віце-президент) ВАТ «Зелений Гай».
- З 2002 обирався депутатом Миколаївської обласної ради.
- З 2006 по 2010 — депутат Миколаївської обласної ради 5-го скликання від Партії регіонів.
- З 2007 — віце-президент Всеукраїнської конференції виноробів та садоводів, президент Миколаївської обласної дитячо-юнацької федерації футболу, почесний президент Вознесенської районної дитячої спортивної громадської організації "Футбольний клуб «Зелений Гай».
- На виборах Президента України у 2010 — довірена особа кандидата на пост Президента України Віктора Януковича[2].
- 2010–2014 — депутат Миколаївської обласної ради 6-го скликання від Партії регіонів[3].
- У 2012 році на чергових парламентських виборах балотувався до Верховної Ради за списком Партії регіонів — № 166 виборчого списку політичної партії[4].
- З 2014 р. — на позачергових виборах до Верховної Ради обраний народним депутатом VIII скликання по виборчому округу № 131 (Миколаївська область)[5]. Член депутатської фракції Блок Петра Порошенка «Солідарність». Голова підкомітету з питань нетрадиційних та відновлювальних джерел енергії Комітету Верховної Ради України з питань паливно-енергетичного комплексу, ядерної політики та ядерної безпеки[1].

## Відзнаки
У 2005 - лауреат Премії Верховної Ради України за внесок молоді у розвиток парламентаризму, місцевого самоврядування.

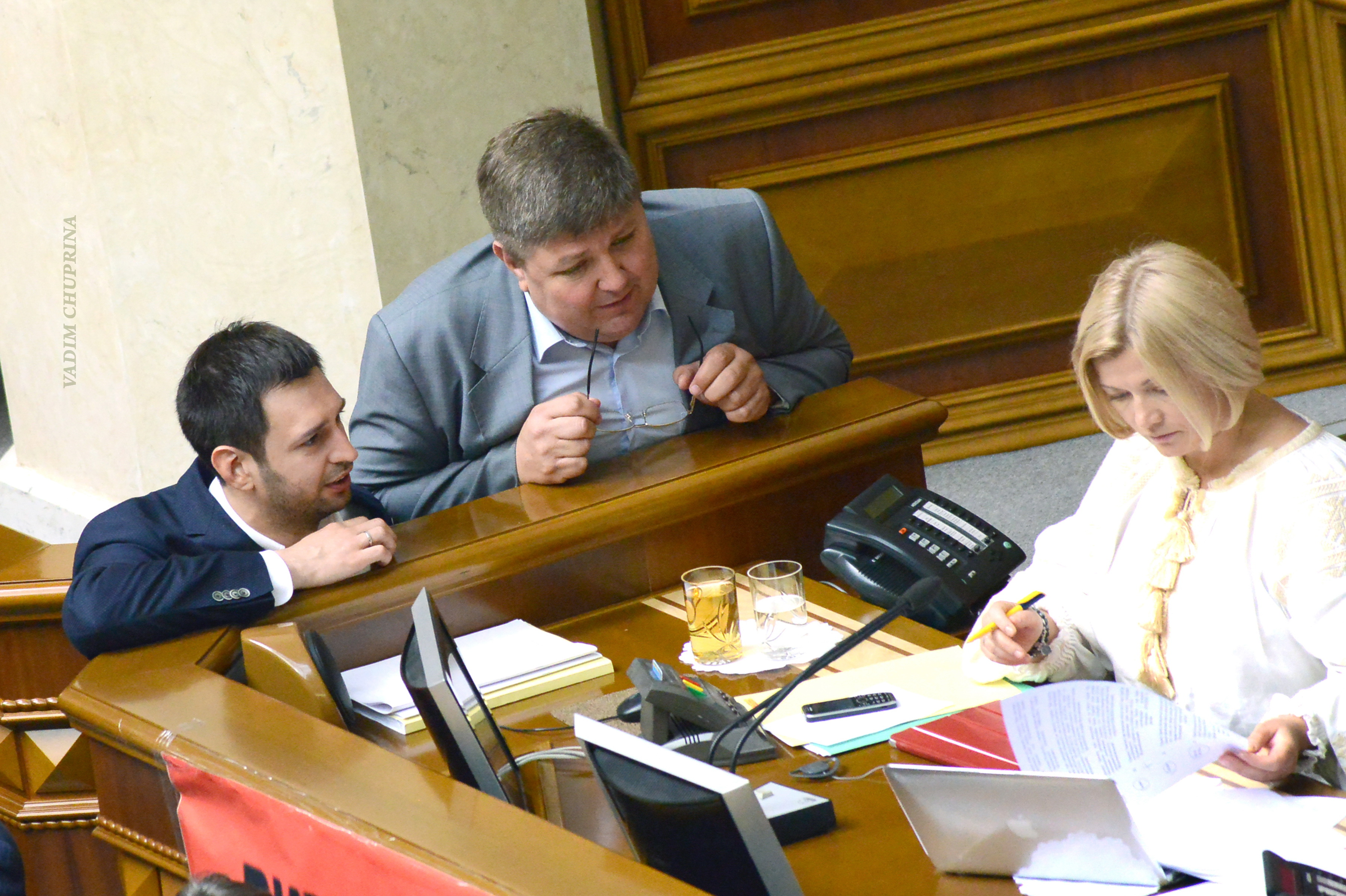
ВРУ, 2016

## Особисте життя
Одружений, має сина.